# Nigel de Jong
Nigel de Jong, född 30 november 1984 i Amsterdam, är en nederländsk fotbollsspelare (mittfältare) som spelar för den turkiska klubben Galatasaray. Han spelar även för det nederländska fotbollslandslaget. 
21 januari 2009 blev han klar för Manchester City som betalade 18 miljoner euro. Den 30 augusti 2012 blev de Jong klar för den italienska klubben AC Milan för cirka 70 miljoner kr.